# Église de la Vierge Marie d'Éphèse
Pour les articles homonymes, voir Église de la Vierge Marie.

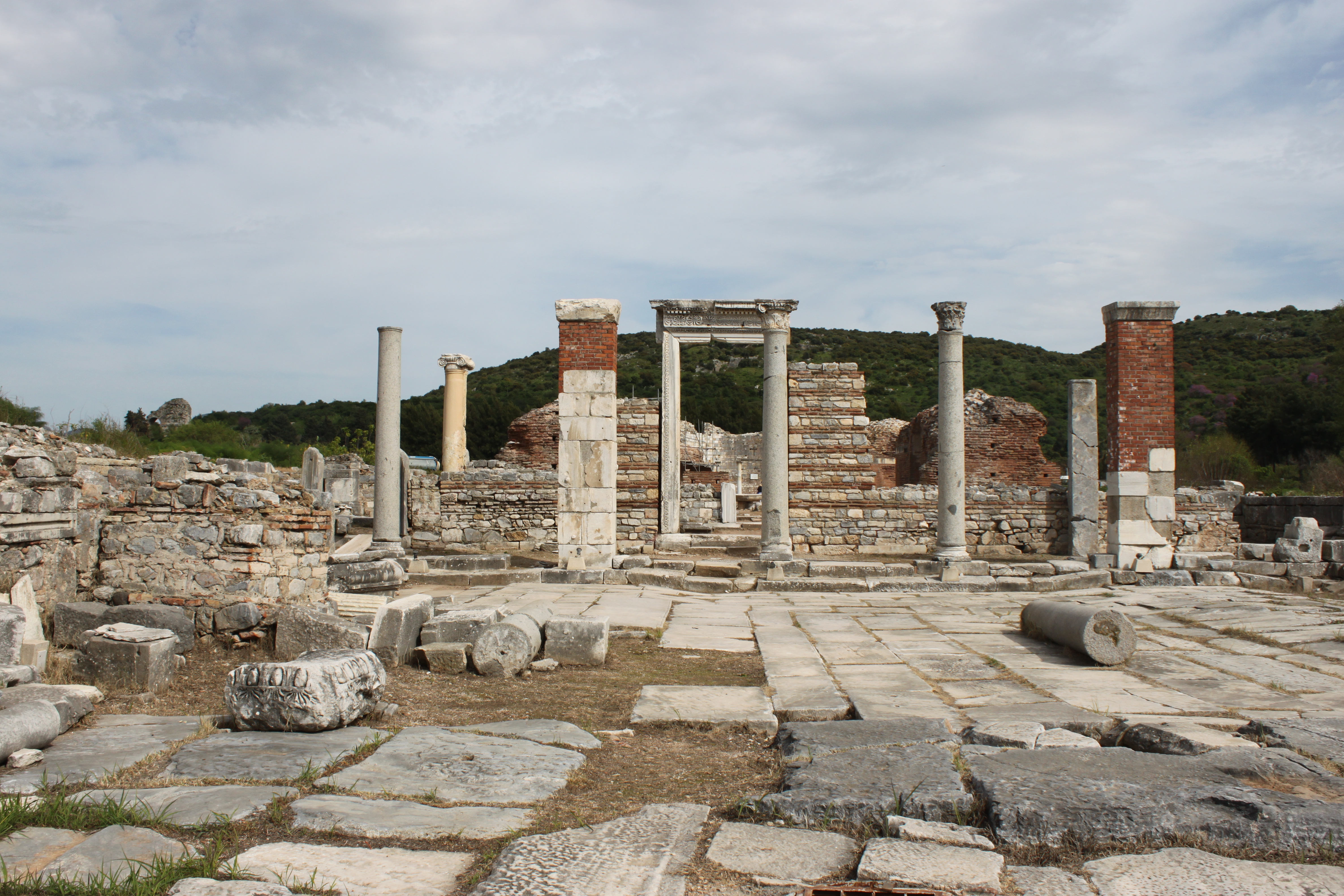
Une partie des ruines de l'église de la Vierge Marie à Éphèse.

Localisation de l'église à Éphèse dans le quartier de Koressos : église (95), baptistère (96) et épiskopéion (97).

L’église de la Vierge Marie d'Éphèse est la principale église et la cathédrale de la métropole d'Éphèse pendant l'Antiquité tardive. Aménagée dans une stoa romaine désaffectée, peut-être dans une première phase pour les besoins du concile œcuménique de 431, elle accueille également les travaux du dit Brigandage d'Éphèse en 449. Reconstruite comme une église double, peut-être au VIe siècle, elle est probablement détruite en 654-655 par les Arabes et perd son statut d'église cathédrale, bien qu'elle continue d'être encore au moins partiellement utilisée à l'époque byzantine.
Une tradition syrienne jacobite qui ne remonte pas avant le IXe siècle et qui vise probablement à légitimer le siège épiscopal d'Éphèse, parle d'un séjour et de la sépulture de la vierge Marie dans cette ville, l'église commémorant cette tradition.

## De la stoa à l'église
Dans l’Antiquité tardive, la stoa sud de l’Olympiéion qui servait au culte impérial depuis l’époque d’Hadrien, et servait d’entrée monumentale au téménos est progressivement convertie pour l’usage de la communauté chrétienne, dont elle devient l’église cathédrale et le palais épiscopal. L’église est en effet identifiée avec certitude à l’église de Marie dans laquelle se déroulèrent les débats des deux conciles de 431 et 449, grâce à une inscription de l’évêque Hypatius dans le narthex. La chronologie des différentes phases de construction chrétienne dans cet ensemble a été renouvelée par les travaux récents.

## Le premier sanctuaire chrétien
La partie Ouest de ce très long portique couvert (263 m de long pour 29 m de large), probablement laissé à l’abandon après un incendie à la fin du IIIe siècle, est en effet transformée en église au début du Ve siècle, peu après la destruction systématique de l’Olympiéion par les chrétiens : un presbytérion est aménagé dans l’aile centrale du portique par installation d’un synthronon semi-circulaire de 6 m de diamètre, et d’un autel devant. Ce sanctuaire n’est pas fermé à l’Est par une abside, et doit probablement son aménagement à l’organisation du concile de 431 : les monnaies de fouilles correspondant à cette phase de construction sont datées entre 364 et 426. Ce premier édifice n’est cependant pas achevé et abandonné après une courte période d’utilisation.

## L’église à colonnes

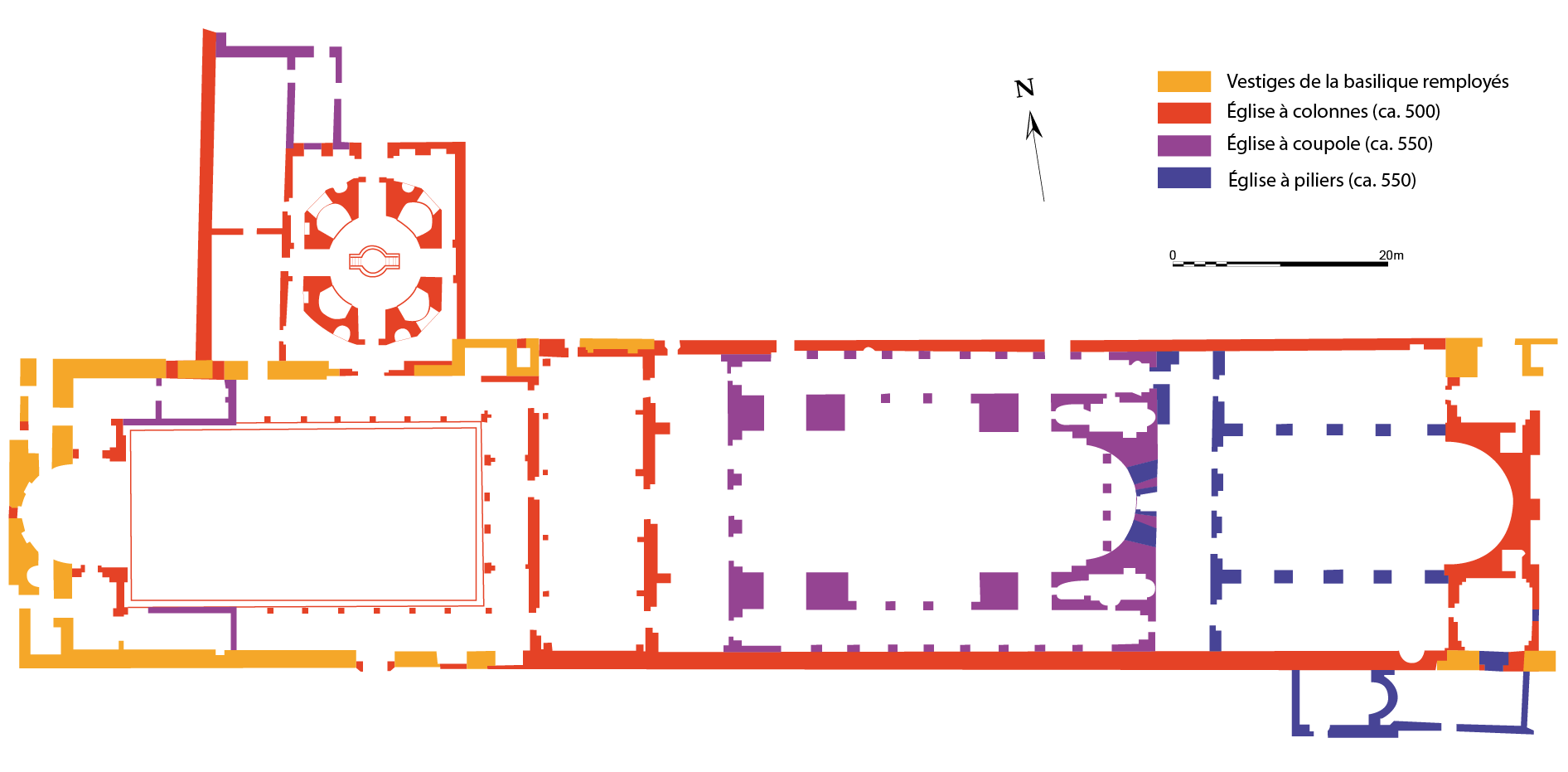
Principales phases de construction de l'église de Marie.

Dans une seconde phase de construction, le presbytérion est conservé mais agrandi à l’Ouest pour accueillir des bancs pour le clergé, et à l’Est par l’adjonction d’une grande abside maçonnée, entièrement faite de remplois de la colonnade romaine, et décorée d’un placage de marbre. Elle est flanquée de deux piliers (voir photo ci-contre) qui sont également des remplois provenant du chalcidicum oriental du portique romain. Le sanctuaire est aussi pourvu d’un riche pavement d’opus sectile bichrome orné d’un motif de croix. La colonnade extérieure est fermée par un mur de blocs de calcaire soigneusement taillés, transformant ainsi la stoa en une église basilicale à trois ailes de dimensions impressionnantes : le vaisseau mesure 74,5 × 29 m et la nef centrale à elle seule 13 m de large. Elle est séparée des ailes par une colonnade de 40 colonnes  — un chiffre choisi pour symboliser l’attente divine. De part et d’autre de l’abside, deux petites pièces servent d’annexes liturgiques, les pastophoria, et donnent aussi accès aux deux escaliers en colimaçon permettant d’accéder à la galerie supérieure.
La partie Ouest de l’église comporte un narthex transversal et une cour à péristyle qui fait office d’atrium, aménagée dans l’extrémité occidentale de la basilique romaine, dont l’abside est conservée. La colonnade fait un large usage de spolia (colonnes, bases, chapiteaux), et de nombreuses inscriptions d’époque impériale sont incorporées dans le pavement.
Cette église qui devient probablement peu après sa construction la cathédrale d’Éphèse, sous le titre canonique de « très sainte église de la très sainte, très honorée et éternelle Vierge Marie », se voit adjoindre un baptistère sur le côté Nord-Est : il prend la forme extérieure d’une petite tholos tandis que l’aménagement intérieur de quatre niches en fer à cheval entre les quatre ouvertures lui donne la forme, classique pour un baptistère, d’un octogone, symbole de perfection. La piscine baptismale circulaire est creusée au centre de la pièce, pour permettre le baptême par immersion et possède un double escalier d’accès.
La datation de cet édifice a été complètement revue par rapport à sa publication originelle : alors que les premiers archéologues estimaient qu’il s’agissait de l’église des conciles, les recherches les plus récentes en ont repoussé la construction vers 500 : le terminus post quem déterminé par les monnaies de fouilles correspond en effet à la période 429-491.

## L’épiskopéion
C’est semble-t-il à la même époque la partie orientale de la stoa romaine est à son tour convertie en édifice chrétien, puisqu’elle suppose la destruction préalable du chalcidicum dont les piliers sont remployés dans l’église (voir supra). Un ensemble de salles de réception et de chambres privées est aménagé dans le portique, autour d’une cour à péristyle. On y trouve aussi des latrines et des installations thermales. Le voisinage immédiat de l’église de Marie et le plan général suggèrent qu’il s’agissait de l’épiskopéion, la résidence épiscopale qui, dans l’Antiquité tardive, flanque généralement l’église cathédrale. Bien que l’aménagement de cette résidence soit ainsi daté vers 500, les sources littéraires attestent l’existence d’un palais épiscopal dès le début du Ve siècle à Éphèse : l’évêque Antoninus est en effet déposé en 400 notamment pour avoir pillé les matériaux de construction de l’église voisine pour décorer sa résidence. Il aurait transféré des colonnes dans sa salle de banquet et du marbre du baptistère pour décorer ses bains.

## L’église à coupole et l’église à piliers
Suite probablement à sa destruction dans un fort tremblement de terre, qui serait daté de 557, l’église est profondément transformée et dédoublée. Les colonnes de la partie orientale, devant l’abside, sont remplacées par des piliers, et un narthex transversal vient couper le vaisseau de l’église précédente, limitant la longueur de la nef désormais à 23 m. Ce narthex devient rapidement un espace d’inhumation privilégiée (au départ, seuls les membres du clergé y sont enterrés). Le sanctuaire connaît plusieurs modifications du dispositif de clôture et du synthronon dans la seconde moitié du VIe siècle : le templon est pourvu d’une solea le reliant à l’ambon qui est installé seulement à cette époque (probablement vers 600) à l’extérieur du bêma, au milieu de la nef..
Plus à l’Ouest, une seconde église est construite dans ce qui était la nef principale de la première, à 28 m de son extrémité orientale. Ce nouvel édifice, entièrement en briques, mesure 37 m de long et conserve en largeur celle de la basilique romaine et de la première église (29 m). Pourvu de nefs latérales plus étroites que cette dernière, il se caractérise surtout par quatre piliers massifs qui supportent une coupole au-dessus de la nef centrale. De petites annexes à abside de part et d’autre de la grande abside correspondent aux pastophoria. À l’Ouest vient s’ajouter un second narthex, le précédent, conservé, devenant ainsi l’exonarthex de la nouvelle église. L’atrium et le baptistère ne subissent pas de transformations radicales. Ce dispositif d’une église double — l’église à piliers à l’Est et la basilique à coupole à l’Ouest — s’explique probablement par une fonction différente attribuée à chaque édifice : l’église orientale serait l’église épiscopale, alors que l’église occidentale aurait une fonction paroissiale.

## Les transformations ultérieures
L’église double comme l’épiskopéion paraissent subir des destructions importantes au VIIe siècle, probablement en relation avec le raid arabe de 654-655. L’église perd alors son statut de cathédrale au bénéfice de Saint-Jean le Théologien et l’épiskopéion est abandonné.
L’ensemble ecclésiastique continue néanmoins de fonctionner, avec quelques modifications : l’église orientale est réduite à sa nef centrale par fermeture des baies entre les piliers ; un passage est aménagé à une date incertaine dans l’abside de l’église occidentale, ouvrant sur le narthex de l’église Est. Les tombes se multiplient, non seulement dans les églises mais également à leurs abords immédiats. C’est probablement en liaison avec cette fonction funéraire qui se poursuit au moins jusqu’au XIe siècle qu’une petite chapelle est ajoutée à l’extérieur, tout contre le mur Sud-Est. La céramique à glaçures retrouvée dans la nécropole Nord indique son utilisation encore au XIVe siècle sous les Seldjoukides.